# Dark Knight Dummo
Dark Knight Dummo — песня американского рэпера Trippie Redd при участии американского рэпера Трэвиса Скотта. Она была выпущена 6 декабря 2017 года в качестве ведущего сингла с дебютного студийного альбома Redd, Life’s a Trip.
Она стала первой песней Триппи Редда, попавшей в чарт Billboard Hot 100, достигнув 72-й позиции.

## Музыкальное видео
Музыкальное видео было выпущено 19 февраля 2018 года, в нём Триппи Редд и Трэвис Скотт сражаются с ордой зомби на ферме. Видео снято режиссёром White Trash Tyler и было выпущено на официальном канале Redd на YouTube. По состоянию на июль 2020 года он собрал более 114 миллионов просмотров.

## Чарты
| Чарт (2017)                           | Высшая позиция |
| ------------------------------------- | -------------- |
| Канада (Billboard Canadian Hot 100)   | 93             |
| США (Billboard Hot 100)               | 72             |
| США (Billboard Hot R&B/Hip-Hop Songs) | 29             |